# マルクス・ペルソン
マルクス・アレクセイ・ペルソン（Markus Alexej Persson、[ˈpɪərsən] ( 音声ファイル)、PEER-sən、[sv]、通称「Notch」（ノッチ）、1979年6月1日 - ）は、スウェーデンのプログラマ、ゲームクリエイター。彼は『Minecraft』の創造者であり、同作は史上最も売れたゲームとなっている。彼は2009年にゲーム開発会社のMojang Studiosを設立した。
ペルソンは幼少期からビデオゲームの開発を始めた。彼の商業的成功は、2009年に『Minecraft』の初期バージョンを公開したことから始まった。2011年に正式リリースされる以前に、このゲームは既に1,000万本以上を販売していた。その後、ペルソンはリードデザイナーの役割を退き、創造的な権限をイェンス・バーゲンステンに譲った。
2014年9月、ペルソンは自身のウェブサイトで、ファンとのつながりが自身の考えていたほど強くないと感じるようになったこと、「象徴的存在になってしまった」と悟ったこと、そして拡大するMojangの運営に責任を負いたくないと思うようになったことを発表した。同年11月、ペルソンはMojangを去り、推定25億米ドルで会社をマイクロソフトに売却した。この買収により、ペルソンは億万長者となった。
2016年以降、ペルソンがTwitterに投稿したフェミニズム、人種、トランスジェンダーの権利運動に関する発言は度々物議を醸した。2019年には彼の投稿がマイクロソフトにより問題視され、Minecraftから彼の名前の記述が（ゲームのエンドクレジットにおける1か所を除いて）削除され、同作の10周年記念イベントにも招待されなかった。彼は2015年にRubberbrainという別のゲームスタジオを共同設立し、2024年にBitshift Entertainmentとして再始動した。

## 来歴

### 生い立ち
マルクス・アレクセイ・ペルソンは、スウェーデンのストックホルムで、フィンランド人の母のリトヴァとスウェーデン人の父のビルイェルのもと、1979年6月1日に生まれた。彼には妹が一人いる。彼はエドスビンで育ち、7歳のときに家族と共にストックホルムに戻った。エドスビンでは、ペルソンの父親が鉄道関係の仕事をしており、母親は看護師であった。彼はエドスビンで多くの時間を屋外で過ごし、友人たちとともに森を探検していた。
ペルソンが7歳頃のとき、両親が離婚し、彼と妹は母親と共に暮らした。彼の父親は田舎の小屋に引っ越した。ペルソンはインタビューで、月に一度ほど食料不安を経験していたと語っている。離婚後、ペルソンは数年間父親と連絡を取らなくなった。
ペルソンによると、彼の父親はうつ病、双極性障害、アルコール依存症、薬物乱用を患い、強盗で服役した。父親はペルソンの幼少期にある程度回復していたが、その後再び悪化し、それが離婚の一因となった。また、彼の妹も薬物を試し、家出をした。
彼は幼少期からビデオゲームに興味を持っていた。父親は「本当に大きなオタク」で、自作のモデムを作り、家族の所有するコモドール128の使い方をペルソンに教えた。そのコンピューターで、ペルソンは海賊版ゲームをプレイし、妹の助けを借りながらコンピュータ雑誌のプログラムを入力していた。彼が自分のお金で初めて購入したゲームは『The Bard’s Tale』だった。彼は7歳の時に父親のコモドール128ホームコンピューターでプログラミングを始めた。彼は8歳の時に、最初のゲーム、インタラクティブフィクションを制作した。
1994年までに、ペルソンはビデオゲーム開発者になりたいと考えていたが、教師たちは彼にグラフィックデザインを学ぶよう助言した。そのため、彼は15歳から18歳までグラフィックデザインを学んだ。
ペルソンは内向的ではあったが、仲間たちからは好かれていた。しかし、中等学校に進学してからは「孤独な存在」となり、友人は一人しかいなかったと言われている。彼はほとんどの余暇を家でゲームやプログラミングに費やしていた。彼は『Doom』のエンジンをリバースエンジニアリングすることに成功し、2014年現在もそれを非常に誇りに思っていた。高校は卒業しなかったものの、優秀な学生だったと言われている。

## キャリア
ペルソンはウェブデザイナーとしてのキャリアを開始した。その後、彼はGame Federationに就職し、そこでロルフ・ヤンソンと出会った。二人は余暇を利用して、2006年にビデオゲーム『Wurm Online』を制作した。そのゲームは新たな法人「Mojang Specifications AB」を通じて発売された。ペルソンは2007年後半にプロジェクトを離れた。ペルソンが「Mojang」という名前を再使用したいと考えていたため、ヤンソンは会社名を「Onetoofree AB」に変更することに同意した。
2004年から2009年の間、ペルソンはMidasplayer（後にKingとして知られる）でゲーム開発者として働いていた。そこで彼は主にFlashで制作されたブラウザゲームを開発するプログラマーとして活動していた。その後、彼はプログラマーとしてjAlbumの職場で働いた。

### MinecraftとMojang

#### Minecraftのインスピレーション
Minecraftを制作する以前、ペルソンは複数の小規模なゲームを開発していた。また、いくつかのゲームデザインコンペティションに参加し、独立系ゲーム開発者向けのウェブフォーラムであるTIGSourceフォーラムでの議論にも参加していた。
ペルソンのより注目すべき個人プロジェクトの1つは、『RubyDung』と呼ばれるもので、『ローラーコースタータイクーン』や『Dwarf Fortress』のような、等角投影の3次元基地建設ゲームであった。RubyDungの開発中、ペルソンは『ダンジョンキーパー』に見られるような一人称視点モードを試していた。しかし、彼はグラフィックがあまりにもピクセル化されていると感じ、このモードを採用しないことにした。
2009年、ペルソンはブロックベースのオープンエンド型採掘ゲーム『Infiniminer』からインスピレーションを得た。Infiniminerは彼の後のRubyDungの開発に大きな影響を与え、これにより一人称視点モード、「ブロック状」のビジュアルスタイル、そしてゲームの基盤となるブロック構築の要素を再導入するという判断に繋がった。
RubyDungは、ペルソンによって作成された最も初期の既知のMinecraftプロトタイプである。このゲームは、後に世界的に有名になるMinecraftの最初の原型と言える。

#### Minecraftのリリースと成功
2009年5月17日、ペルソンはMinecraftのオリジナル版（後にClassicと呼ばれる）をTIGSourceフォーラムでリリースした。彼はTIGSourceユーザーからのフィードバックに基づいて、ゲームを定期的に更新した。ペルソンは2009年から2010年にかけて、Minecraftの新バージョンをいくつも公開し、「Survival Test（サバイバルテスト）」、Indev （インデブ）、とInfdev（インフデブ）といった複数の開発フェーズを経た。 そして、2010年6月30日にゲームのAlpha版をリリースした。
Minecraftのプレアルファ版に取り組んでいる間、ペルソンはjAlbumでの仕事も続けていた。2010年、Minecraftのアルファ版がリリースされ、その成功を収めた後、ペルソンはjAlbumでのフルタイム勤務からパートタイム勤務へと切り替えた。同年、彼は最終的にjAlbumを退職した。
2010年9月、ペルソンはワシントン州ベルビューにあるValve Corporation本社を訪問し、プログラミングの課題に取り組み、ゲイブ・ニューウェルと会った。その後、バルブから仕事のオファーを受けたが、Minecraftの開発を続けるためにこれを辞退した。
2010年12月20日、Minecraftはベータ版へと移行し、モバイルを含む他のプラットフォームにも拡大を始めた。2011年1月には、Minecraftが登録アカウント数100万に到達し、その6か月後には1,000万に達した。Mojangは2011年11月18日から19日にかけて、Minecraftの正式リリースを祝うため、初のMineconイベントを開催し、その後これを毎年恒例のイベントとした。その後、2011年12月11日にペルソンはMinecraftのクリエイティブ面での主導権をイェンス・バーゲンステンに引き継ぎ、新たなゲームタイトル「0x10c」に取り組み始めた。しかし、このプロジェクトは2013年頃に放棄されたと報じられている。
2013年、Mojangは3億3,000万ドルの売上高と1億2,900万ドルの利益を記録した。この驚異的な財務実績は、Minecraftの爆発的な人気と世界的な成功を如実に示している。

#### Mojangを去る
ペルソンは、激しいメディアの注目と世間からの圧力により、Minecraftや会社の運営に疲弊したと述べている。
2014年6月、ペルソンは「自分の人生を前に進めるためにMojangの持ち分を誰か買ってくれないか？正しいことをしようとして嫌われるのは自分の性に合わない」とツイートした。この発言は一部冗談として発せられたとも報じられている。当時、ペルソンはMojangの71％の株式を保有していた。この申し出にはアクティビジョン・ブリザード、EA、そしてマイクロソフトが大きな関心を示した。その後、フォーブスは、マイクロソフトが課税対象となる余剰現金を他の資産に転換する「タックス・ドッジ（節税対策）」としてこのゲームの買収を望んでいたと報じている。
2014年9月、マイクロソフトはMojangを25億ドルで買収することに合意し、これによりペルソンは億万長者となった。彼はその取引が11月に最終化された後、その会社を去った。

### Mojang退職後の活動
Mojangを離れて以来、ペルソンはいくつかの小規模なプロジェクトに取り組んできた。2014年6月23日、彼はポルセルと共にRubberbrain ABという会社を設立した。その会社は2021年までに1つのゲームも制作しておらず、にもかかわらず6,000万スウェーデンクローナ（約660万米ドル相当）を費やしていた。この会社は2024年3月28日にBitshift Entertainment, LLCとして再始動された。ペルソンは2020年に、新しいビデオゲームスタジオを設立することと、バーチャル・リアリティゲームを開発することに関心を示した。彼はまた、「.party()」と呼ばれる、大規模な視覚効果を用いた物語主導型の没入型イベントのシリーズを制作しており、これは複数の都市で開催されてきた。
2025年、ペルソンはTwitter上の投票結果を受けて、Minecraftの後継作となる「Minecraft 2」と呼ばれる精神的続編を制作することを決定した。しかし、チームとの話し合いを経た後、彼はこれに反対し、代わりに『Levers and Chests』というローグライクゲームの開発を進めることを選んだ。

## ゲーム

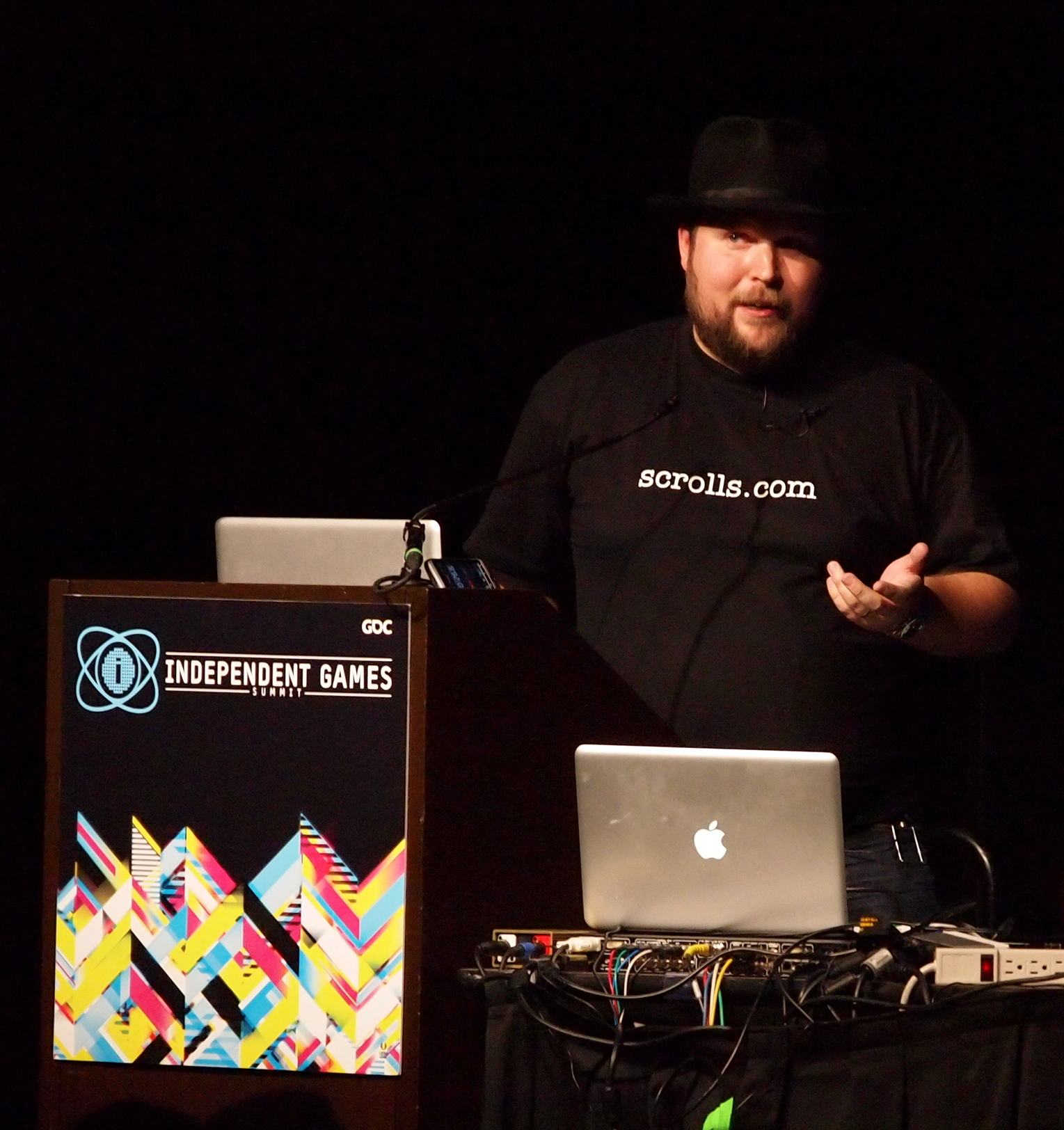
2011年のGDCでのペルソン

### Minecraft
彼が開発した様々な同人ゲームの中で一番人気であったのがサンドボックスゲームに分類されるMinecraftであった。現在でもバージョンアップが継続されている同作は2010年12月20日にベータ版が発表されているが、それ以前のアルファ版から既に多大な人気を集めていた。Minecraftの人気はフリーウェア版と平行して販売されていたシェアウェア版（様々な特典が追加されている）が、ゲーム会社による商業ゲームに匹敵する売上げを記録する事態に発展した。ペルソンは最低でもMinecraftの完全版を発表する2011年11月11日までは自作ゲームの開発にフルタイムで専念する事を決め、ジャルブム社を退職した。
ペルソンは数名のプログラマーを作業の協力者として雇い、版権・販売管理の為にMojang AB社を設立した。2011年前半、Mojang AB社はMinecraftの有料版がダウンロード販売数が100万本に達したと発表した。2021年4月現在、Minecraft全てのプラットフォームでの販売が累計2億3800万本を突破し、今も増加している。2013年からは開発に関わっていない事がマイクロソフトのMojang買収に際しての彼のメッセージから判明している。「肥大化しすぎて自分一人で抱えきれなくなった」と内情を吐露している。
ペルソンの手を離れてからのMinecraftに関しては、2025年のSNSへの投稿で、Mojangチームへの賞賛とマイクロソフトへの批判を同時に行いながら、この両者の仕事を「決して侵害したくない」としている。

### Scrolls
2011年4月、ペルソンとゲームクリエイター仲間のヤーコプ・ポシェルはトレーディングカードゲームとボードゲームを合体させた「Scrolls」というゲームアイディアを発表した。ただしペルソンはポシェルのアイディアに助言しただけで、自分の次回作を開発している訳ではないと発言している。
ペルソンは、ゲームの開発には積極的に関与せず、ポシェルが開発をすると述べた。ペルソンは2011年8月5日、自身のtumblrブログで、ベセスダ・ソフトワークスの代理人を務めるスウェーデンの法律事務所から、商標登録された「Scrolls」という名称が同社の「The Elder Scrolls」シリーズと競合しているとして訴えられていることを明らかにした。2011年8月17日、ペルソンはベセスダに「Quake 3」トーナメントを挑み、命名論争の勝敗を決した。2011年9月27日、ペルソンは訴訟が裁判所に提起されたことを確認した。ベセスダの所有者であるゼニマックス・メディアは、2012年3月に訴訟の和解を発表した。和解により、MojangはScrollsの商標を使用できるようになった。2018年に、「Scrolls」は、無料で利用できるようになり、「Caller's Bane」に変更された。

### Cliffhorse
Cliffhorseは、Unityゲーム エンジンと無料のアセットを使って、2時間でプログラムされた、ユーモアなゲームである。このゲームは、『The Elder Scrolls V: Skyrim』の『物理エンジン』、『Steam Greenlight』の『Greenlight』ゲーム、『Goat Simulator』、『Big Rigs: Over the Road Racing』からインスピレーションを受けた。このゲームは、E3 2014の開始日にMicrosoft Windowsシステム向けにhonorware 早期アクセスゲームとしてリリースされ、ダウンロードする前にゲームを「購入」するためにDogecoinを寄付するようにユーザーが指示したこのゲームは28万以上のドージコインを蓄積した。

### 0x10c
2012年4月4日、サンドボックス型のSFコンピュータゲームとして「0x10c」（正式な表記は0x10c）のサイトがオープンした。2013年8月、開発は無期限延期となったが、2014年9月15日にC418がゲームのために作曲したサウンドトラックをBandcampで出した。

### Shambles
2013年、ペルソンはUnityゲームエンジンで「Shambles」という無料ゲームを作った。

### Breaking the Tower
Breaking the Towerは第12回Ludum Dareに投稿する為のゲームとして開発され、従って大会の規則通り2日間で制作された。ある島に置かれた塔を破壊するため、人を集めて資源を収集しいかに早く攻城軍を編成して攻め落とすかを競うこのゲームはウェブ上のメディアで注目を集めた。

### Ludum Dare entries
ペルソンは、Ludum Dareの48時間ゲーム作成コンテストに何度か参加している。
- Breaking the Towerは、ペルソンが第12回Ludum Dareコンペティションに参加するために開発したゲームである。このゲームは、小さな島を舞台にしており、プレイヤーは資源を集め、建物を建設し、兵士を訓練して島にある大きな塔を破壊することを目的としている。このゲームは、短期間ではあるがゲームメディアの注目を集めた[58][59]。
- Metagunは、第18回Ludum Dareのために作られた2Dプラットフォーマーである[60]。
- Prelude of the Chamberedは、コンペティションに参加するために開発したゲームである。Prelude of the Chamberedは、短い一人称視点のビデオゲームである。
- Minicraftは、2011年12月16日から19日にかけて開催された 第22回Ludum Dareのために開発されたゲームである[61][62]。このゲームは、ゼルダの伝説の影響を受けており、小規模なトップダウンサバイバルゲームである。Javaで書かれている。

## エピソード
- 自己紹介のページで「スウェーデン・メンサの会員である」と発言している[63]。
- 著作権物の共有を主張する海賊党の支持者で、ゲーム会社の版権商法について厳しい批判を展開している[64][65]。

## 私生活
2011年、ペルソンは4年間交際していたエリン・ゼッターストランドと結婚した。ゼッターストランドはかつてMinecraftのフォーラムでモデレーターを務めていた人物である。2人の間には娘が生まれたが、2012年ごろからペルソンは彼女とほとんど会えなくなった。同年8月15日、彼は自身と妻が離婚届を提出したことを公表した。その離婚は同年中に成立した。
2011年12月14日、ペルソンの父親は拳銃を用いて自殺した。それ以前、父親は大量に飲酒をしていた。 『ザ・ニューヨーカー』とのインタビューで、ペルソンは父親について以下のように語っている。
僕が昼の仕事を辞めて、自分のゲームを作ろうって決めたとき、彼だけがその決断を応援してくれたんだ。彼は僕のことを誇りに思っていて、それをちゃんと伝えてくれた。僕がMinecraftにモンスターを追加したときは、「暗い洞窟が怖すぎるよ」って言ってたけど、それが彼から聞いた唯一の本当の批判だったと思う。
ペルソンは後に、自身もうつ病を患い、気分の浮き沈みが激しかったことを認めている。
ペルソンは、海賊版に対する大手ゲーム会社の姿勢を批判している。彼はかつて、「海賊版は窃盗ではない」と述べており、許可のないダウンロードを将来の潜在的な顧客と見なしている。
2011年、ペルソンは自ら、海賊党の党員であると表明した。彼はまた、メンサ・インターナショナルのメンバーでもある。
彼は、国境なき医師団を含む多数の慈善団体に寄付を行っている。彼の指揮の下、Mojangは1週間をかけて『Catacomb Snatch』をHumble Indie Bundle向けに開発し、慈善団体のために458,248ドルを集めた。2012年、彼は電子フロンティア財団に250,000ドルを寄付した。2011年、彼はMojangの従業員に300万ドルの配当を還元した。
フォーブスによると、2023年における彼の純資産は約12億米ドルであった。2014年、ペルソンはスウェーデンで最大の納税者の一人であった。同年ごろ、彼はストックホルムのエスターマルムにある多層階のペントハウスに住んでおり、その地域を「金持ちが住む場所」と表現していた。2014年12月、ペルソンはカリフォルニア州ビバリーヒルズのトラウズデール・エステーツにある住宅を7,000万ドルで購入した。これは当時のビバリーヒルズにおける記録的な販売価格であった。ペルソンは、ビヨンセとジェイ・Zを上回る入札を行い、その物件を手に入れたと報じられている。

### ソーシャルメディアでの発言
ペルソンは2016年ごろからソーシャルメディア上で表明した政治的・社会的意見により批判を受け始めた。
2017年には異性愛者のプライドの日を提案し、その考えに反対する人々は「撃たれるべきだ」と発言した。反発を受けた後、彼はこれらのツイートを削除し撤回して「要するにこれは自分が誰であるかという誇りではなく、表現する勇気を持つ誇りのことだったんだな。理解した」と書いた。
2017年にはさらにフェミニズムを「社会的な病気」と呼び、ゲーム開発者でフェミニストのゾーイ・クインを「cunt」と侮辱したが、ゲーマーゲート運動全体には概して批判的であった。彼はインターセクショナル・フェミニズムを「偏見の枠組み」とし、マンスプレイニングという言葉の使用を性差別的だと表現した。また同年、ペルソンは「It's okay to be white」とツイートし、社会的特権は「作り上げられた尺度」だと主張したが、肌の色だけを根拠にした一般化や差別的扱いは否定した。
2017年にはピザゲート陰謀論を信じていると述べ、2019年には「Qは本物だ。メディアを信用するな」と述べ、Qアノンを支持するツイートをした。
2019年3月10日にはトランスジェンダーを支持するインターネット・ミームに対して「妄想を助長したいなんて全くの悪だ。精神疾患をスティグマ化しないという話はどうなったのか」とツイートした。さらに「間違った代名詞を使ったことで罰金を科された」とする主張を広めた。しかし批判を受け、翌日には「もちろん自分はトランスであることがどういうことかは分からない。でも人が自分を打ち明け、ありのままの自分でいようと選択するのはすごく勇気のいることだ。それはただのかっこいい選択じゃなく、大きな一歩なんだ。それって実際すごいことじゃないか、やっぱり」と書いた。
2019年、マイクロソフトはMinecraftの「19w13a」スナップショットからペルソンの名前への言及を削除し、10周年記念イベントにも招待しなかった。マイクロソフトの広報担当者は彼の見解は「マイクロソフトやMojangを代表するものではない」と述べた。

## 受賞
| 年   | ノミネート作品 | カテゴリ                                                         | 賞                            | 結果 | ノート               | 参照          |
| ---- | -------------- | ---------------------------------------------------------------- | ----------------------------- | ---- | -------------------- | ------------- |
| 2011 | Minecraft      | 最優秀デビューゲーム、イノベーション賞、最優秀ダウンロードゲーム | Game Developers Choice Awards | 受賞 |                      | [ 92 ]        |
| 2012 | Minecraft      | BAFTA特別賞                                                      | BAFTA                         | 受賞 |                      | [ 93 ] [ 94 ] |
| 2016 | Minecraft      | パイオニア賞受賞者                                               | Game Developers Choice Awards | 受賞 | ファーストペンギン賞 | [ 95 ]        |